# Coul House

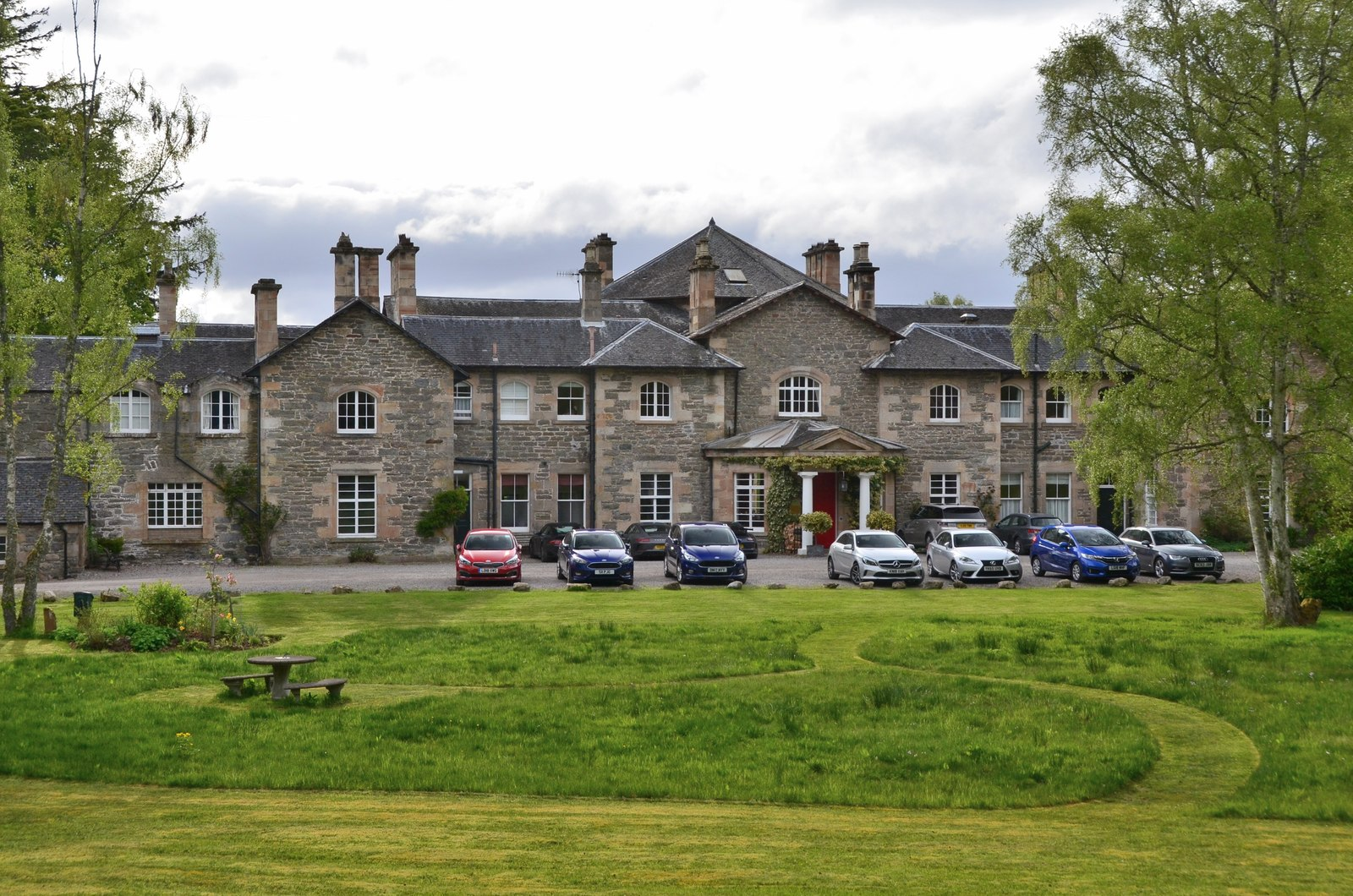
Coul House

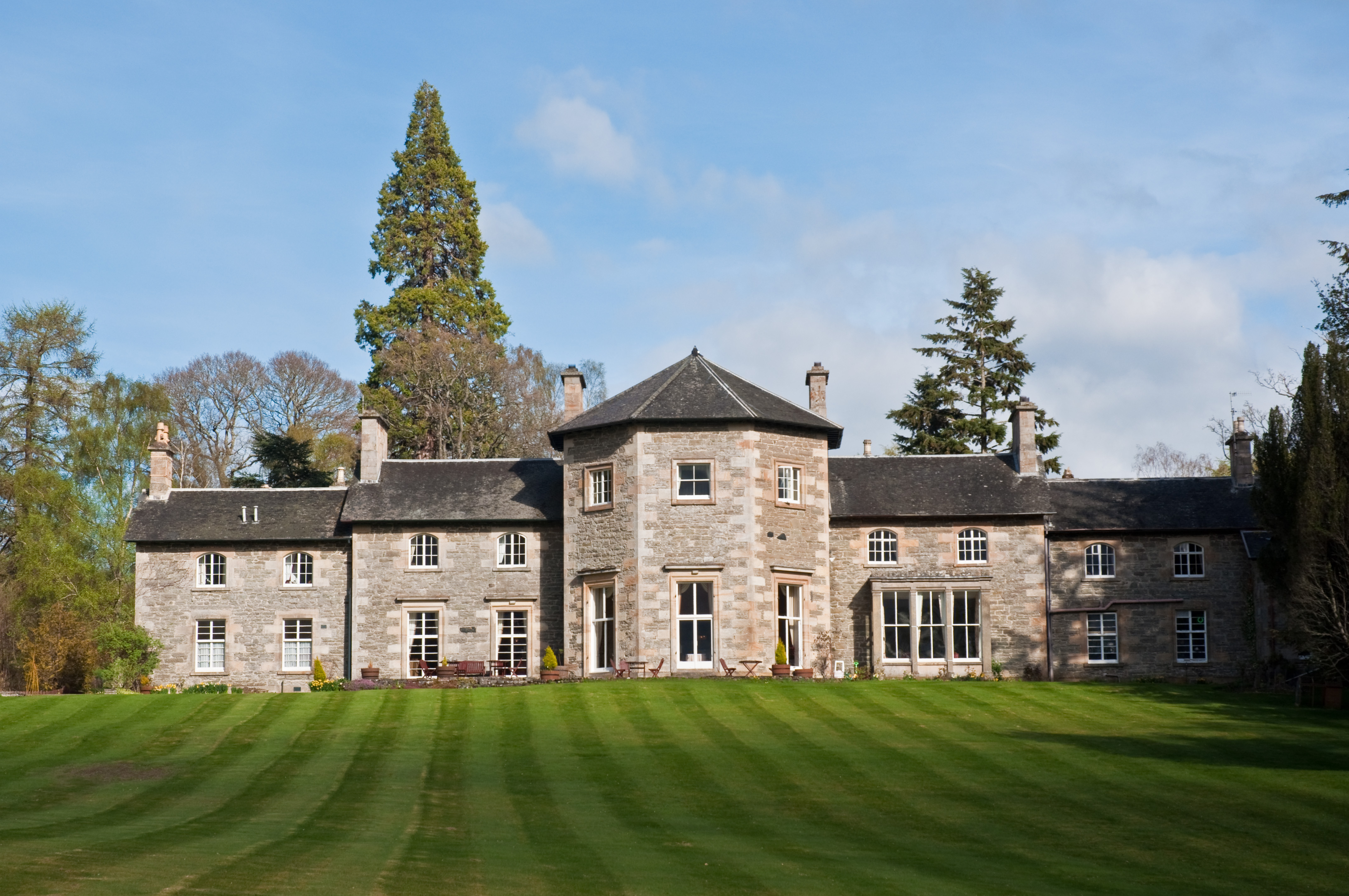
Rückseite von Coul House

Coul House ist eine Villa nahe der schottischen Ortschaft Contin in der Council Area Highland. 1971 wurde das Bauwerk in die schottischen Denkmallisten in der höchsten Denkmalkategorie A aufgenommen.

## Geschichte
Coul House wurde im Jahre 1821 für George Mackenzie, 7. Baronet errichtet. Es diente als Sitz der Mackenzie-Baronets of Coul. 1873 wurde die Villa als „hübsch und geräumig“ bezeichnet und die geschmackvoll einbettenden Gärten gehobenen Stils erwähnt. Der ursprüngliche Aufbau des 1860 erweiterten Coul House ist nicht überliefert. Der zweigeschossige Bedienstetenflügel an der Südseite könnte 1860 oder wenige Jahre später ergänzt worden sein. Mit der Erweiterung, die sich stilistisch in den ursprünglichen Bau einfügt, wurde der schottische Architekt Alexander Ross betraut. Seit 2003 wird Coul House als Hotel genutzt.

## Beschreibung
Die Villa steht inmitten eines weitläufigen Anwesens am Ostrand von Contin. Ungewöhnlich ist das oktogonale Mittelstück mit Pyramidendach, das aus der rückwärtigen Fassade halboktogonal heraustritt. Die ostexponierte Hauptfassade des zweigeschossigen Gebäudes ist 13 Achsen weit. Zentral tritt das halboktogonale Vordach des Eingangsportals heraus. Die Eingangshalle ist ebenfalls halboktogonal ausgeführt und mit dorischen Säulen gestaltet. Abgewalmte Risalite flankieren den Eingangsbereich. Die außenliegenden Achsenpaare wurden 1860 ergänzt. Die weit überstehenden Dächer sind mit Schiefer gedeckt.